# Klara Hornig
Klara Hornig (* 1985 in Düsseldorf) ist eine deutsche Pianistin, Liedbegleiterin und Hochschullehrerin.

## Biografie
Klara Hornig war Jungstudentin an der Universität der Künste Berlin und mehrmals Preisträgerin auf Landes- und Bundesebene bei Jugend musiziert. Sie studierte Klavier in an der Universität für Musik und Darstellende Kunst Wien bei Martin Hughes sowie an der Musikhochschule Lübeck bei Konstanze Eickhorst. An der Hochschule für Musik und Theater Hamburg studierte sie Liedgestaltung bei Burkhard Kehring. Zu ihren Lehrern zählen außerdem Dietrich Fischer-Dieskau, Brigitte Fassbaender, Irwin Gage, Julie Kaufmann, Thomas Quasthoff, Wolfram Rieger, Michael Sanderling, Heinrich Schiff, Eric Schneider und Justus Zeyen. Sie war Stipendiatin des japanisch-deutschen Meisterkurses nichi-dochu-Liederkreis.
Als Liedpianistin und Kammermusikerin begleitet sie Partner wie Benjamin Appl, Nora Lentner, Emma Moore, Janina Ruh, Corinna Scheurle und Annika Schlicht. Sie spielt auf Bühnen und Festivals wie den Festspielen Mecklenburg-Vorpommern, dem Gewandhaus Leipzig, dem Heidelberger Frühling, dem Münchner Hidalgo, dem Konzerthaus Berlin, dem Schleswig-Holstein-Musikfestival und der Schubertiade Schwarzenberg. Im Palais Lichtenau in Potsdam ist sie musikalische Leiterin der Liedreihe „Lebenslieder“. Neben Liederabenden im klassischen Sinn spielt sie auch Veranstaltungskonzepte mit Rezitation und Lesung, unter anderem mit Schauspielern wie Gerd Wameling und Peter Kurth.
Hornig ist Lehrbeauftragte für Liedgestaltung an der Universität der Künste Berlin und an der Hochschule für Musik und Theater Rostock.
Ihr jüngerer Bruder ist der Cellist Arthur Hornig.

## Auszeichnungen
- 2015: Dritter Preis beim Internationalen Wettbewerb für das Lied „Es sind noch Lieder zu singen“ in Karlsruhe[10]
- 2014: Zweiter Preis beim Internationalen Wettbewerb für Liedkunst der Internationalen Hugo-Wolf-Akademie in Stuttgart[11]
- 2012: Zweiter Preis beim Internationalen Kammermusikwettbewerb "Franz Schubert und die Musik der Moderne" in Graz[4]
- 2006: Zweiter Preis beim Interpretationswettbewerb Verfemte Musik des Jeunesses Musicales Deutschland in Schwerin (mit Klarinettistin Annelien Van Wauve)[12]

## Diskografie
- 2021: Emma Moore & Klara Hornig: "Volupte" (Decurio)[13]